# 三善製紙前駅
三善製紙前駅（さんぜんせいしまええき）は、石川県金沢市金石北1丁目に存在した北陸鉄道金石線の駅である。1971年（昭和46年）に廃駅となった。

## 歴史
- 1923年（大正12年）8月22日：金石電気鉄道の松原駅として開業。
- 1931年（昭和6年）8月7日：濤々園前駅への支線開業。
- 1943年（昭和18年）10月13日：合併により北陸鉄道の駅となる。
- 1945年（昭和20年）5月22日：支線廃止。
- 1961年（昭和36年）10月15日：三善製紙前駅に改称。
- 1971年（昭和46年）9月1日：金石線全線廃止により廃駅。

## 駅構造
単式ホーム1面1線の無人駅。松原駅から改称された際に三善製紙が費用を負担して待合室を新築している。

## 廃止後
線路跡は道路となり、周辺は住宅地となっている。

## 隣の駅
北陸鉄道
金石線
金石駅 - 三善製紙前駅 - 無量寺駅
金石線支線
三善製紙前駅 - 濤々園前駅